# Hniezdne
Hniezdne é um município da Eslováquia, situado no distrito de Stará Ľubovňa, na região de Prešov. Tem 17,98 km² de área e sua população em 2018 foi estimada em 1.442 habitantes.

## Demografia
| Ano:        | 1994 | 2004   | 2014   | 2024   |
| ----------- | ---- | ------ | ------ | ------ |
| Broj ljudi: | 1370 | 1397   | 1446   | 1401   |
| Razlika:    |      | +1,97% | +3,50% | -3,11% |

| Ano:               | 2023 | 2024   |
| ------------------ | ---- | ------ |
| Número de pessoas: | 1409 | 1401   |
| Diferença:         |      | -0,56% |